# Нађатад
Нађатад (мађ. Nagyatád) град је у југозападној Мађарској. Нађатад је град у оквиру жупаније Шомођ.
Град има 10 887 према подацима из 2011. године, а 11.050 становника према подацима из 2008. године.

## Географија
Град Нађатад се налази у југозападном делу Мађарске, близу границе са Хрватском - 15 км југозападно до града. Од престонице Будимпеште град је удаљен око 225 километара југозападно.
Нађатад се налази у средишњем делу Панонске низије, у мађарском делу Подравине. Драва је у овом делу граница према суседној Хрватској. Надморска висина места је око 130 m.

## Становништво
По процени из 2017. у граду је живело 10.348 становника.
| 1990.  | 2001.  | 2011.  | 2017.  |
| ------ | ------ | ------ | ------ |
| 14.034 | 12.043 | 11.032 | 10.348 |

## Галерија
- Дворац у Нађатаду
- Рекреативни комплекс у граду